# Mario Heber
Mario Heber Usher (Montevideo, 1921 - Montevideo, 19 de mayo de 1980) fue un político uruguayo perteneciente al Partido Nacional.

## Familia
Hijo de Alberto Gustavo Héber Uriarte (emparentado con el presbítero Dámaso Antonio Larrañaga y con el empresario Juan D. Jackson) y de Blanca Usher Conde. Sus abuelos paternos fueron Alberto Heber Jackson y Margarita Uriarte Olascoaga. Por lo tanto, fue medio primo de Luis Alberto Lacalle, ya que ambos fueron nietos de Margarita Uriarte Olascoaga, quien se casó en segundas nupcias con Luis Alberto de Herrera. 
Fue hermano del también dirigente nacionalista, y Presidente del Consejo Nacional de Gobierno, Alberto Héber Usher
Casado en 1956 con María Cecilia Fontana Etchepare, tuvieron cinco hijos: Mario, Luis Alberto, Alejandra, Fernando y Cecilia.

## Carrera política
Militante desde su juventud en filas nacionalistas, fue elegido por primera vez diputado en las elecciones de 1958, ganadas por su partido. Reconquistó posteriormente la banca en varias oportunidades, permaneciendo en ella ininterrumpidamente (y presidiendo la Cámara de Representantes en 1966-1967) hasta que en los comicios de 1971 obtuvo un puesto en el Senado. Se desempeñó en este hasta la disolución de las Cámaras decretada por el hasta entonces presidente constitucional Juan María Bordaberry. En 1976 fue proscripto por el Acto Institucional Nº 4, decretado por la dictadura. Ese mismo año pasó a integrar junto a Carlos Julio Pereyra y Dardo Ortiz el triunvirato que dirigía clandestinamente al Partido Nacional.

## Atentado contra su vida
En agosto de 1978, Heber, Pereyra y el también dirigente nacionalista Luis Alberto Lacalle recibieron sendas botellas de vino enviadas por un desconocido que firmaba únicamente "M.D.N.", y que invitaba a "brindar por la Patria en su nueva etapa". Los receptores lo atribuyeron a rumores de que en los próximos días iba a producirse un golpe militar aperturista dentro del propio régimen. Sin embargo, cuando la esposa de Heber, Cecilia Fontana, probó el contenido de la botella, murió inmediatamente: el vino estaba mezclado con un veneno muy potente. El crimen nunca se aclaró, y la investigación realizada por las autoridades militares de la época fue muy cuestionada en los años posteriores a la caída del régimen.
Heber falleció menos de dos años después, siendo sustituido en el Triunvirato blanco por Jorge Silveira Zavala.
Una vez restablecida la democracia, en el Senado se instaló una comisión investigadora sobre la muerte de su esposa; estuvo integrada por los senadores Uruguay Tourné, Pío Eugenio Capeche, Guillermo García Costa, Luis Alberto Senatore y Luis Bernardo Pozzolo.